# Кемп, Грант
Грант Дейл Кемп (англ. Grant Dale Kemp, родился 31 октября 1988 года в Кейптауне) — гонконгский и южноафриканский регбист, нападающий (проп) команды «Вэлли» чемпионата Гонконга и национальной сборной Гонконга.

## Биография
Окончил Винбергскую школу, учился в университетах Кейптауна и Претории. Выступал в кубке Варсити за команды «Айки Тайгерс» в 2010 году и «Претория Тёркс» в 2011—2012 годах. В 2012 году выступал в Первом дивизионе Кубка Карри за «Саут-Уэстерн Дистрикт Иглз». В 2013 году дебютировал в Супер Регби за «Саутерн Кингз». В 2015 году перебрался в Гонконг, где стал игроком клуба «Вэлли».
В 2018 году, получив спортивное гражданство, Грант Кемп был впервые вызван в сборную Гонконга для участия в чемпионате Азии по регби, который был одним из подготовительных этапов для гонконгцев в плане борьбы за место на чемпионате мира в Японии. Не сыграв ни одного матча, Кемп всё же стал чемпионом Азии. 24 октября того же года вызван в сборную для подготовки к финальному утешительному турниру, победитель которого отобрался бы на чемпионат мира в Японию. 11 ноября 2018 года он дебютировал в Марселе матчем против Германии, а 23 ноября сыграл на том же турнире против Канады свой второй матч (в итоге на турнир отобралась Канада).
В 2019 году Кемп в составе клуба «Саут Чайна Тайгерс» выступил на новом турнире Глобал Рапид Регби, попав в заявку на матч против австралийского клуба «Уэстерн Форс» (игра завершилась победой австралийской команды 45:22, Кемп вышел в стартовом составе под номером 3). В том же году Кемп сыграл три матча за сборную Гонконга на чемпионате Азии по регби, который гонконгцы в отсутствие главных фаворитов в лице Японии, чья сборная готовилась к Кубку мира, выиграли во второй раз подряд.